# Programme de constellation de petits satellites
Le Programme de constellation de petits satellites (en espagnol : Programa de Constelaciones de Pequeños Satélites) est un programme spatial de l'Institut national de technique aérospatiale (INTA) espagnol qui vise à créer une constellation de satellites qui seront constituées de nanosatellites utilisant la norme Cubesat d'une masse maximale de 3 kg (3U) volant en formation. Le premier vol est prévu pour 2022.

## Objectifs
Ce programme a 5 objectifs :
- Développement de la technologie de contrôle de vol en formation (FFC) utilisant la résistance aérodynamique (Differential Lift and Drag).
- Développement de la technologie contrôle d'attitude capable de couvrir les besoins de pointage pour l'observation et de guidage pour le contrôle orbital (FFC).
- Développement d'un système de communication entre satellites permettant le contrôle global de chaque cluster d'une constellation.
- Conception d'une charge utile fractionnaire pour l'observation de la Terre et l'étude de la qualité des eaux continentales à partir d'une caméra miniature hyper-spectrale.
- Conception d'un centre de mission spécifique pour le contrôle et l'exploitation d'une constellation de nanosatellites.

## Missions
Étant donné que la résistance aérodynamique limite la durée de vie maximale de ce type de constellation à un maximum de trois ans, la constellation doit être renouvelée périodiquement, permettant des mises à jour matérielles permettant d'ajouter de nouvelles améliorations et de rechercher de nouveaux objectifs. Le programme se compose de 3 missions :
- ANSER : mission de surveillance de réservoir composée de trois nanosatellites[3]. Son lancement était prévu pour 2021[2] mais il a été reporté à 2022[4].
- ANSAT : mission qui à partir de 2023[2] opérera une autre constellation afin de mesurer les gaz atmosphériques associés à l'étude de la qualité de l'air, du changement climatique et de l'ozone polaire.
- ANSAR : mission consistant en la mise en place d'un Système d'Observation SAR dans une plateforme distribuée.

### Mission ANSER
Acronyme de Advanced Nanosatellites Systems for Earth Observation Research, la mission ANSER consiste en la mise au point d'une constellation de trois petits satellites d'observation de la Terre qui voleront en formation à une distance maximale d'environ 10 kilomètres entre eux,. Au sein du cluster, un satellite sera le leader et chargé de maintenir le contact avec le centre de contrôle au sol, tandis que les deux autres seront ses suiveurs. Cette mission a la participation de l'Université polytechnique de Madrid, qui a développé un environnement complet de simulation d'attitude orbitale et chacun des principaux composants du sous-système ADCS (Attitude Determination and Control Subsystem, en français sous-système de détermination et de contrôle d'attitude) : roues de réaction, magnétomètres, magnéto-coupleurs, etc.. Parmi les objectifs technologiques de cette mission figure la démonstration qu'il est possible de diviser les charges utiles et le système de contrôle de vol.

#### Instruments
- L'instrument Cinclus fait partie de cette mission[8] et permet la télédétection des eaux intérieures. Cinclus est un photomètre CDD, composé de 5 bandes spectrales étroites, situées dans la région du rouge et du proche infrarouge, avec une sensibilité et une résolution radiométrique élevées. Installé sur un satellite en orbite polaire héliosynchrone, il générera des images d'au moins 50 km de fauchée et une résolution spatiale d'environ 50 m, avec une couverture de moins de 30 jours dans la péninsule ibérique[9],[10].
- Un télescope Cassegrain à deux miroirs à gradation centrale dans le primaire. Il utilise une optique de forme libre (en) pour réduire sa taille et réduire l'obscurcissement central[11].